# 5. polská fotbalová liga
5. polská fotbalová liga je šestou nejvyšší fotbalovou ligou v Polsku. Byla založena v roce 2002. Sestupující tým sestoupí do Okresní Klasy.
5 fotbalovou ligu hrají jen dvě vojvodiny – Malopolská a Západopomořanská.

## Skupiny
- Malopolské vojvodství
  - Krakovsko-vadovická skupina
  - Novosadecko-tarnovská skupina

- Západopomořanské vojvodství
  - Kozalinská skupina
  - Zečinská skupina